# Luzia Premoli
Luzia Premoli S.M.C (* 23. března 1955 Linhares, Brazílie) je brazilská římskokatolická řeholnice a misionářka, v letech 2010–2016 generální představená Misionářek Comboni a po Enrice Rosanně druhá žena jmenovaná do úřadu v Římské kurii.

## Život
Luzia Premoli se narodila v brazilském Linharesu, vstoupila do Kongregace misionářek Comboni a v roce 1983 složila časné sliby. Po studiu psychologie pracovala v letech 1989–1997 v Mosambiku ve vzdělávacím programu pro ženy. Věnovala se také akademickému vzdělávání v mezidiecézním semináři a vyučování. V roce 1997 Luzia Premoli pracovala pro přípravu noviců svého řádu v Brazílii a dokončila studium psychopedie. V roce 2005 byla zvolena provinční představenou misionářek Comboni v brazilské provincii. (španělsky)
V roce 2004 se v Praze konala XIX. Generální kapitula řádu zvolila 20. září 2010 ve Veroně Luziu Premoliovou novou generální představenou a stala se tak první neitalkou v tomto řádu.
Papež František ji 13. září 2014 jmenoval členkou Kongregace pro evangelizaci národů, a stala se tak druhou ženou, která kdy zastávala nějaký úřad Římské kurie, ale první, která byla jmenována členkou vatikánské kongregace (což je jedno z výše postavených oddělení Římské kurie). 21. září 2016 ji ve funkci představené sester misionářek vystřídala Luigia Coccia.